# Доктор Айболит (мультфильм)
«До́ктор Айболи́т» — гепталогия, созданная режиссёром Давидом Черкасским по заказу Государственного комитета СССР по телевидению и радиовещанию, о докторе Айболите по мотивам произведений Корнея Ивановича Чуковского «Айболит», «Бармалей», «Доктор Айболит», «Тараканище», «Муха-Цокотуха», «Краденое солнце» и «Телефон».

## Сюжет

### Фильм первый: «Доктор Айболит и его звери» (1984)
Попугай Карудо рассказывает о буднях доброго доктора по фамилии Айболит. Айболит бескорыстно лечит зверушек. Сначала он лечит лису, которую «укусила оса», потом барбоса, которого «курица клюнула в нос». После этого к доктору прибегает зайчиха и в панике сообщает ему, что её сыну перерезало ноги колёсами трамвая. Айболит успешно проводит операцию зайчику. После этого к Айболиту прилетает мотылёк, который обжёг себе крылья, подлетев слишком близко к свече. Доктор успешно излечивает мотылька, пришив тому лепесток цветка в качестве нового крыла, и советует тому впредь быть поосторожнее.

### Фильм второй: «Бармалей и морские пираты» (1984)
Злой разбойник Бармалей, именем которого давно пугали детей, сидит в тюрьме под стражей Гиппопотама, но его друзья, такие же разбойники, как и сам Бармалей, помогают своему главарю сбежать из тюрьмы, передав ему батон, в который предварительно прячут ножовку. Во время побега передняя стена падает и рушится из-за тяжести Бармалея. Проснувшийся Гиппопотам замечает всё это, проникает на корабль и старается выведать коварные планы злодеев, но разбойники во время выхода из каюты случайно сбивают «разведчика» дверью, и Гиппопотам падает в бочку.

### Фильм третий: «Варвара — злая сестра Айболита» (1984)
Айболит лечит разных животных и отвечает на телефонные звонки, а Варвара, сварливая сестра Айболита, уходит от брата, поскольку ненавидит зверей. По воле случая она попадает на пиратскую шхуну и объединяется с шайкой Бармалея. В это время Гиппопотам очнулся, вылез из бочки и спрятался в каюту, в которой ранее были пираты.

### Фильм четвёртый: «Коварный план Бармалея» (1985)
Приплыв в Африку, разбойники устраивают для зверей трагикомическую оперу «Муха-Цокотуха» и раздают страшное, тайно начинённое ядами и заражённое различными инфекциями, угощение, из-за которого животные быстро заболевают. Гиппопотам, который всё это видел, звонит в Ленинград Айболиту. Однако едва он успевает передать тревожное сообщение, как, следившие за ним, пираты хватают его и швыряют в болото.

### Фильм пятый: «Айболит спешит на помощь» (1985)
Доктор Айболит с друзьями — попугаем Карудо, собакой Аввой и совой Бумбой — отправляются в путь, им помогают Кит и Орлы. Тем временем пираты интернируют заболевших животных и создают для них нечто среднее между зоопарком и концлагерем.
Тем временем орлы доставляют Айболита в Африку. Увидев это через подзорную трубу, Бармалей приказывает Крокодилу проглотить солнце, чтобы Айболит в темноте сбился с курса.

### Фильм шестой: «Крокодил и Солнце» (1985)
Несмотря на темноту, Айболит всё равно прибывает в Африку и лечит всех зверей. Медведь вызывает Крокодила, проглотившего солнце, на бой и побеждает его: солнце вылетает из его пасти прямо на небо.

### Фильм седьмой: «Спасибо, доктор!» (1985)
Разбойники, убегая от преследовавших их зверей, находят Таракана, который некоторое время держит зверей в страхе, но в конечном итоге его побеждает Воробей, клюнув его. Бармалей, наконец, сдаётся, когда его съедает исправившийся Крокодил. Айболит и звери решают помиловать злодея и берут его в далёкий Ленинград. Перевоспитавшиеся пираты и Варвара тоже уезжают с ними.

## Съёмочная группа
- Авторы сценария: Ефим Чеповецкий, Давид Черкасский
- Режиссёр: Давид Черкасский
- Художник-постановщик: Радна Сахалтуев
- Композитор: Георгий Фиртич
- Операторы: Александр Мухин; Борис Кривошей
- Звукооператор: Виктор Груздев
- Мультипликаторы: Александр Лавров, Наталья Зурабова, Наталья Марченкова, Станислав Лещенко, Игорь Ковалёв, Елена Касавина, Сергей Гизила, Илья Скорупский, Андрей Карбовничий, Адольф Педан, Михаил Титов, Владимир Врублевский, Константин Баранов, Сергей Кушнеров
- Художники: Яков Петрушанский, Елена Перекладова, Светлана Фришерман, Николай Сапожников, Борис Волков, Л. Бурланенко, Игорь Котков
- Ассистенты: Р. Лумельская, Т. Радовская, И. Сергеева, А. Опришко, О. Малова, Л. Кучерова
- Монтаж: Юны Сребницкой
- Консультант: Валентин Берестов
- Редактор: Светлана Куценко
- Директор картины: Л. Силиванова

### Роли озвучивали
| Актёр                  | Роль |
| ---------------------- | --- |
| Зиновий Гердт          | доктор Айболит (4—7 серии) |
| Сергей Юрский          | доктор Айболит (3 серия) |
| Мария Миронова         | Варвара (3 серия) |
| Зоя Пыльнова           | Свинья (3 серия) / обезьяна (5 серия) / воробей (7 серия) / один из зайчат (7 серия)                                                                          |
| Людмила Ларина         | Зайчиха (1 серия) / вокал |
| Людмила Иванова        | Лиса (1 серия) |
| Евгений Паперный       | Одноглазый (2, 6—7 серии) / доктор Айболит (1 серия) / Гиппопотам (2 серия) / вокал                                                                           |
| Георгий Кишко          | Бармалей (2, одна реплика в 3 и в 7 сериях) / доктор Айболит (часть реплик в 6 серии) / разбойники (3 и 6—7 серии) / Одноглазый (4 серия) / Горилла (5 серия) |
| Александр Бурмистров   | Лев (6 серия) / Медведь (6 серия) / вокал / Гиппопотам (4 серия)                                                                                              |
| Семён Фарада           | Бармалей (одна реплика во 2 серии, 3—7) / Таракан (7 серия) / Обезьяна (6 серия) / Собака Авва (6 серия) / разные животные                                    |
| Григорий Толчинский    | Майк (7 серия) |
| Александр Бондаренко   | Чёрный Пёс (3 серия) / Болдуин (3 серия) |
| Юрий Врублевский       | Слон (3 серия) |
| Владимир Заднепровский | Болдуин (5 серия) / Майк (5 серия) |
| Всеволод Абдулов       | попугай Карудо / ансамблевые роли |
| Виктор Андриенко       | Крокодил (5—6 серии) / Одноглазый (одна реплика в 7 серии) |
| Валерий Чигляев        | Орёл (5 серия) / попугай Карудо (5 серия, часть реплик) / Слон (7 серия)                                                                                      |

По словам Черкасского, именно благодаря Кишко разбойник Бармалей получился столь неоднозначным:

Он ранимый, понимаете? Когда читаешь Чуковского, осознаешь, сколько всего намешано в этом герое!… Поэтому мы его сделали трогательным, а не злодеем. Сначала он хорохорится, делает вид, что он очень злой, даже реплика такая есть: «Я злой разбойник? — Злой!»

У нас он вышел несчастным таким евреем (…) А озвучивал его Жора Кишко. Он своим тоном делал героя очень нежным и чуть-чуть плаксивым.
— Из интервью газете «Еврейские Новости» (Jewish News), 2017 год